# Lista de praias do Pará
Existem, aproximadamente 216 praias no estado no Pará. 

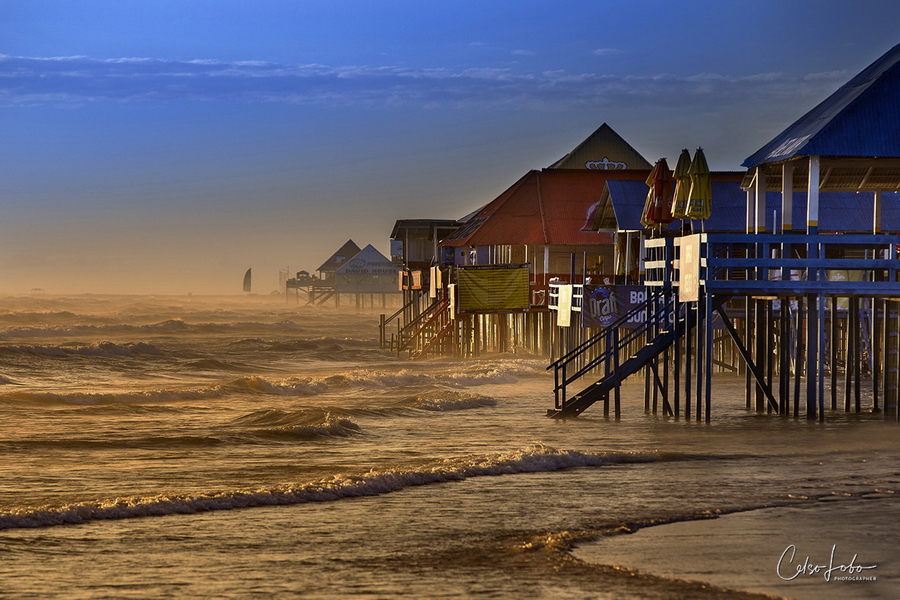
Praia do Atalaia no municipio de Salinópolis, litoral paraense.

Esta é uma lista de praias do estado brasileiro do Pará distribuidas em seu litoral que possui cerca de 562 quilômetros de extensão, além das suas inumeras praias fluviais, insulares e lacustres (água doce) presentes no interior estado. A listagem das praias e de seus respectivos municípios está em ordem afabética, separadas em praias oceânicas e em praias fluviais.

### Bragança

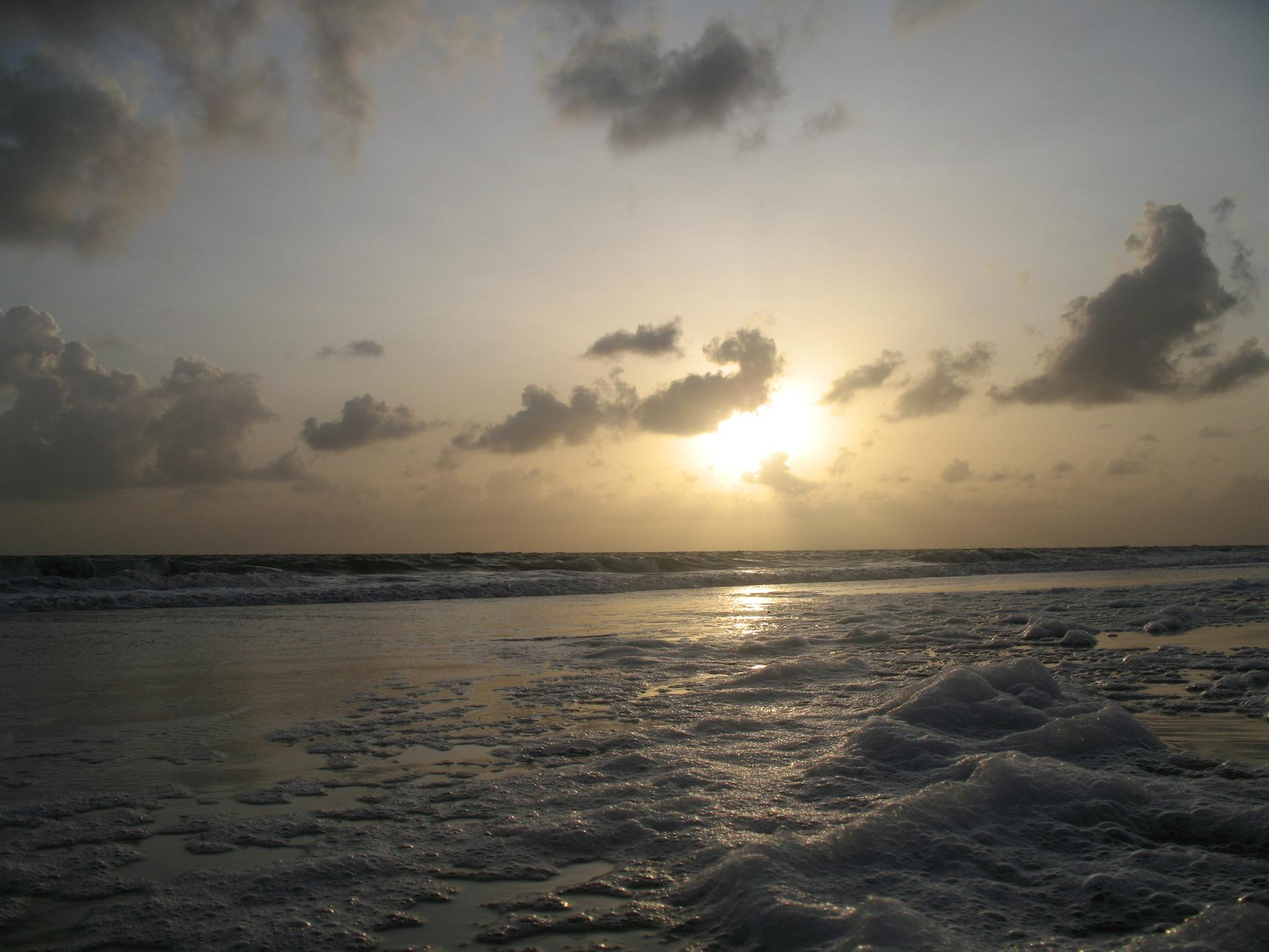
Nascer do Sol na praia de Ajuruteua em Bragança

### Salinópolis

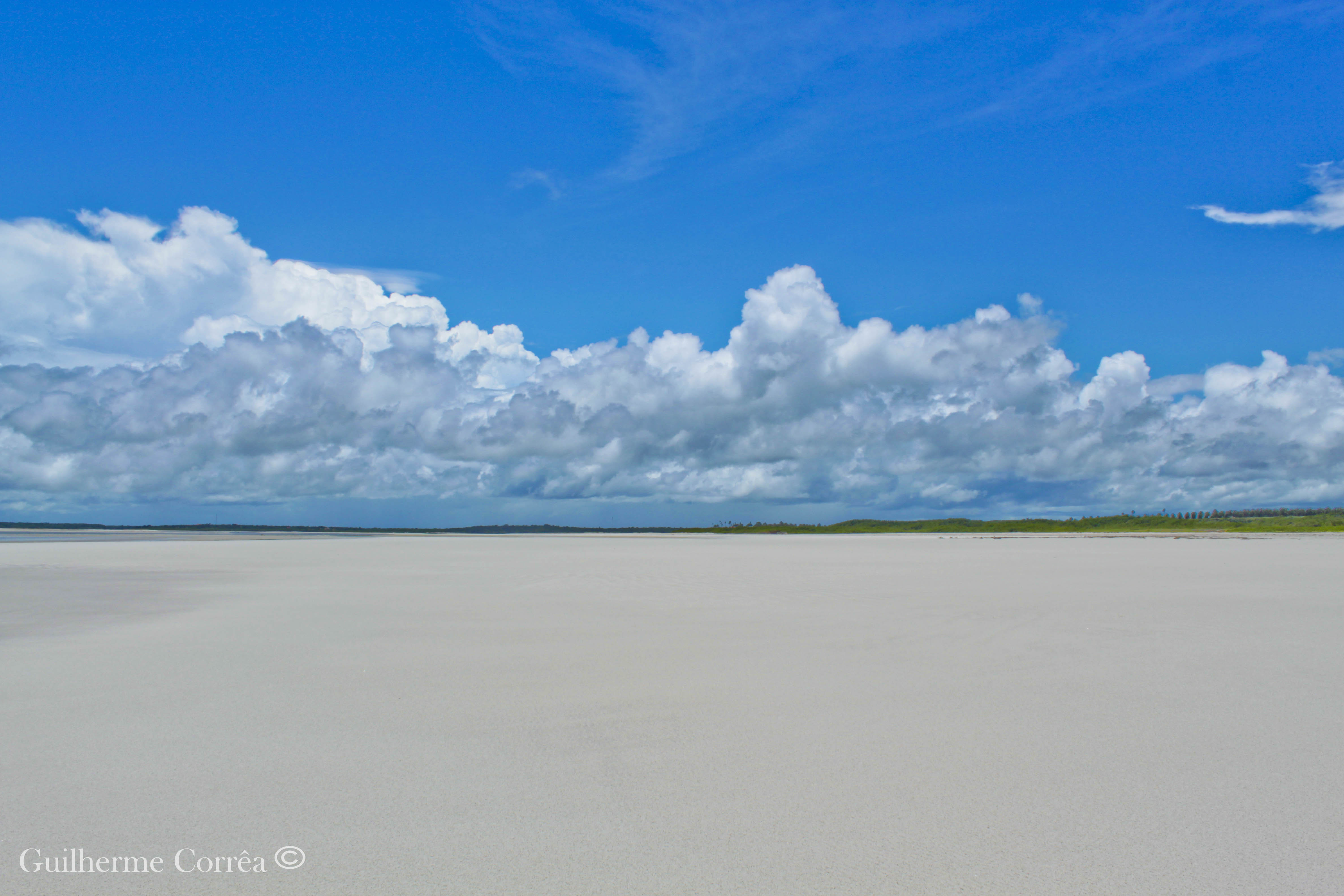
Salinópolis em 2011

## Praias oceânicas

### Augusto Corrêa
1. Praia de Perimirim
2. Praia da Coroa Comprida
3. Praia do Mandarité

### Bragança[1]
1. Praia de Ajuruteua
2. Praia do Grilo
3. Praia do Boiçucanga
4. Praia do Pilão
5. Praia do Chavascal
6. Praia da Vila

### Chaves
1. Praia do Município
2. Praia do Boi
3. Praia do Porto

### Curuçá
1. Praia da Romana
2. Praia do Abade
3. Praia do Pretinho
4. Praia do Japirica
5. Praia do Paxicú
6. Praia do Sino

### Maracanã

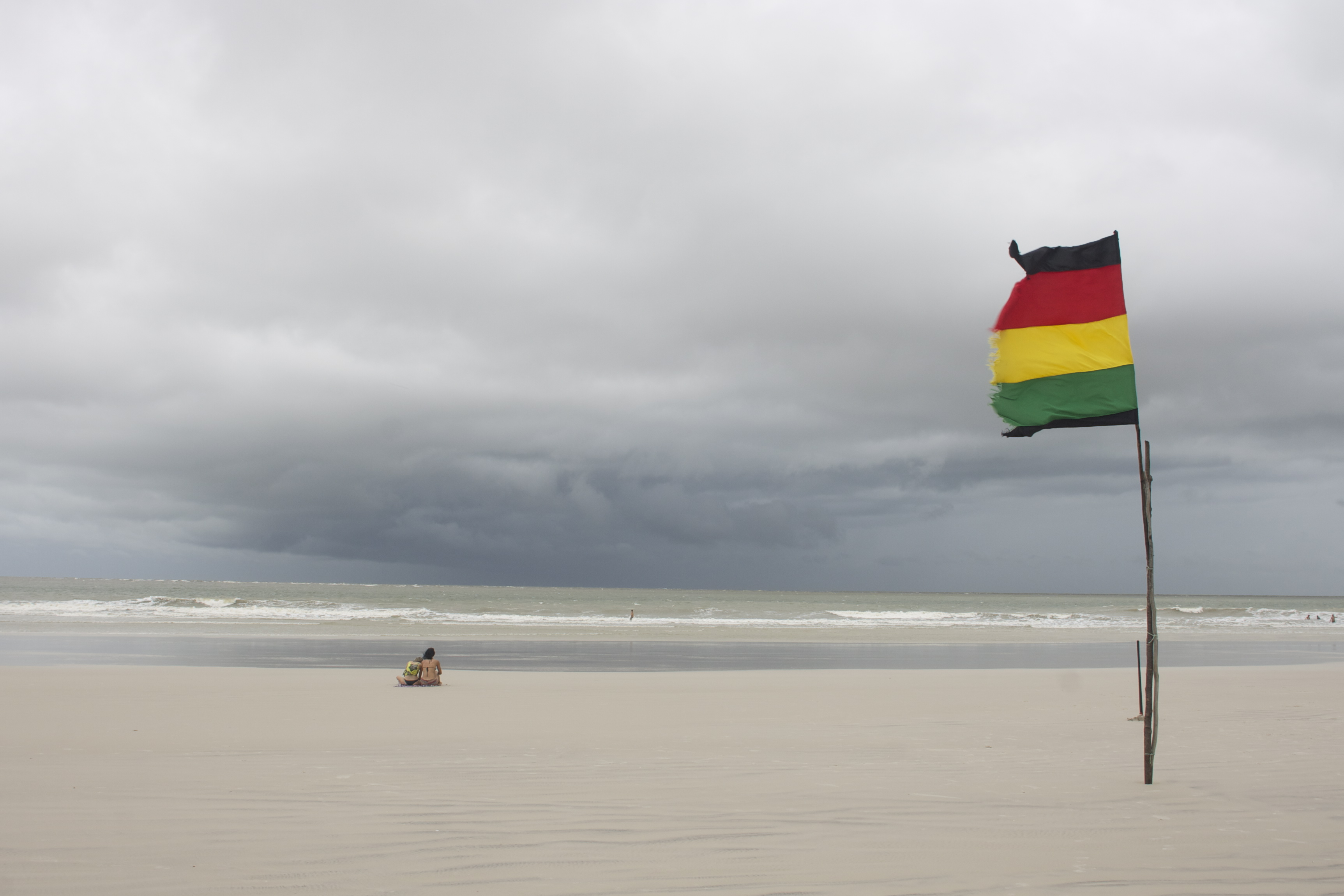
Praia da Princesa, Ilha do Algodoal

1. Praia da Marieta
2. Praia do Rei
3. Praia do Amor
4. Praia da Vila de São Tomé
5. Praia do Marco
6. Praia da Vila da Penha
7. Praia da Caixa D'água

#### Ilha do Algodoal
1. Praia da Fortalezinha
2. Praia da Princesa

### Marapanim

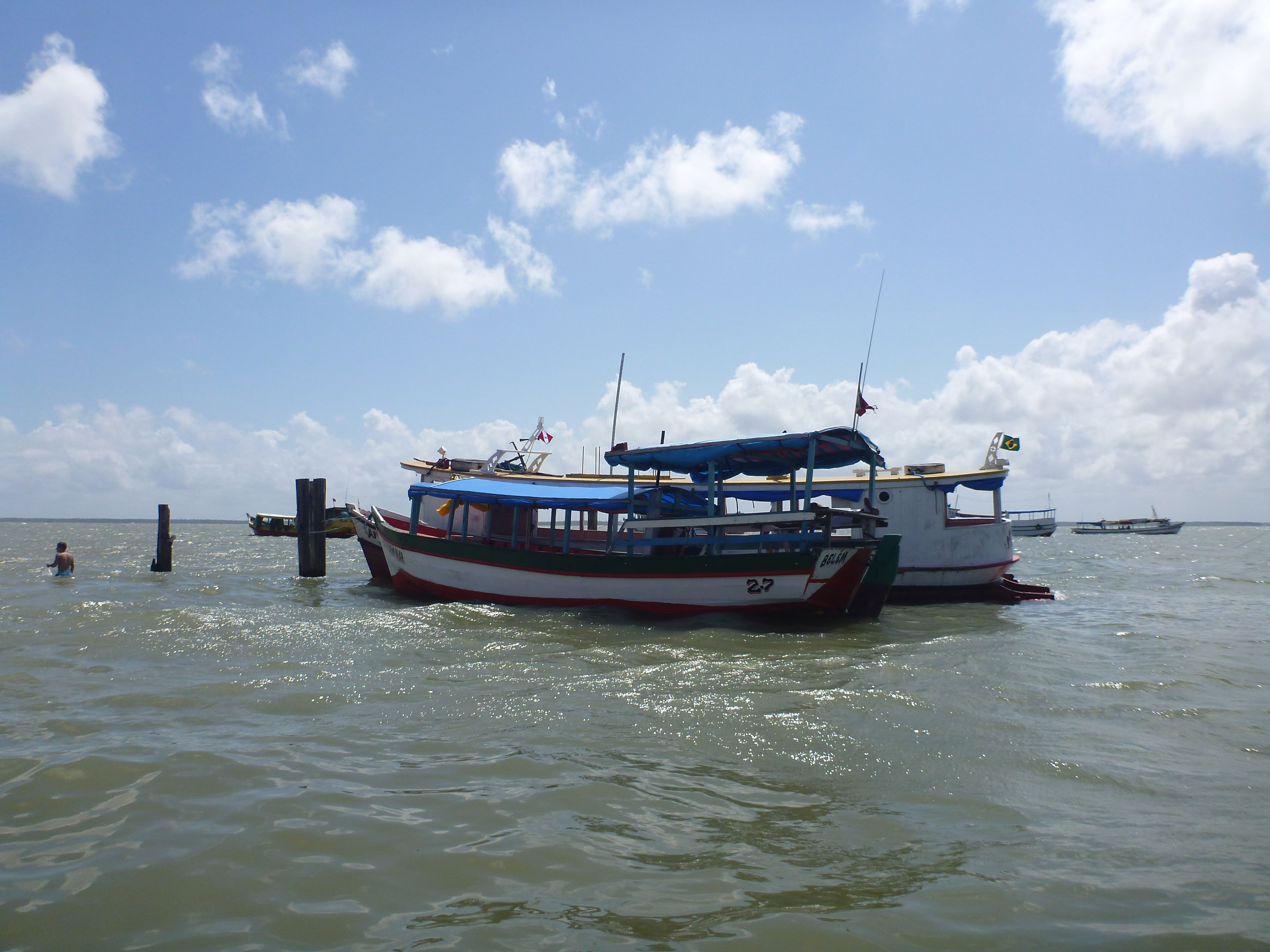
Marudá (Marapanim)

#### Distrito de Marudá
1. Praia de Marudá
2. Praia do Crispim
3. Praia do Lembe
4. Praia de Santa Maria
5. Praia do Paraquembaua
6. Praia do Arapiranga
7. Praia de Sacaiteua
8. Praia de Dom Pedro
9. Praia do Paranabá
10. Praia do Recreio
11. Praia do Bora
12. Praia de Apuã
13. Praia do Câmara

### Quatipuru
1. Praia de Perucuara
2. Praia de Boa Vista
3. Praia do Mirim
4. Praia de Fora

### Salinópolis[2]
1. Praia do Atalaia
2. Praia do Espadarte
3. Praia do Farol Velho
4. Praia do Maçarico
5. Praia das Corvinas
6. Praia do Cruzeiro
7. Praia do Amor

### São Caetano de Odivelas
1. Praia do Rato
2. Praia do Farol

### São João de Pirabas
1. Praia da Fortaleza
2. Praia do Rei Sabá
3. Praia Sol e Mar
4. Praia dos Pilões
5. Praia do Tucundeua
6. Praia da Croa Nova

### Soure

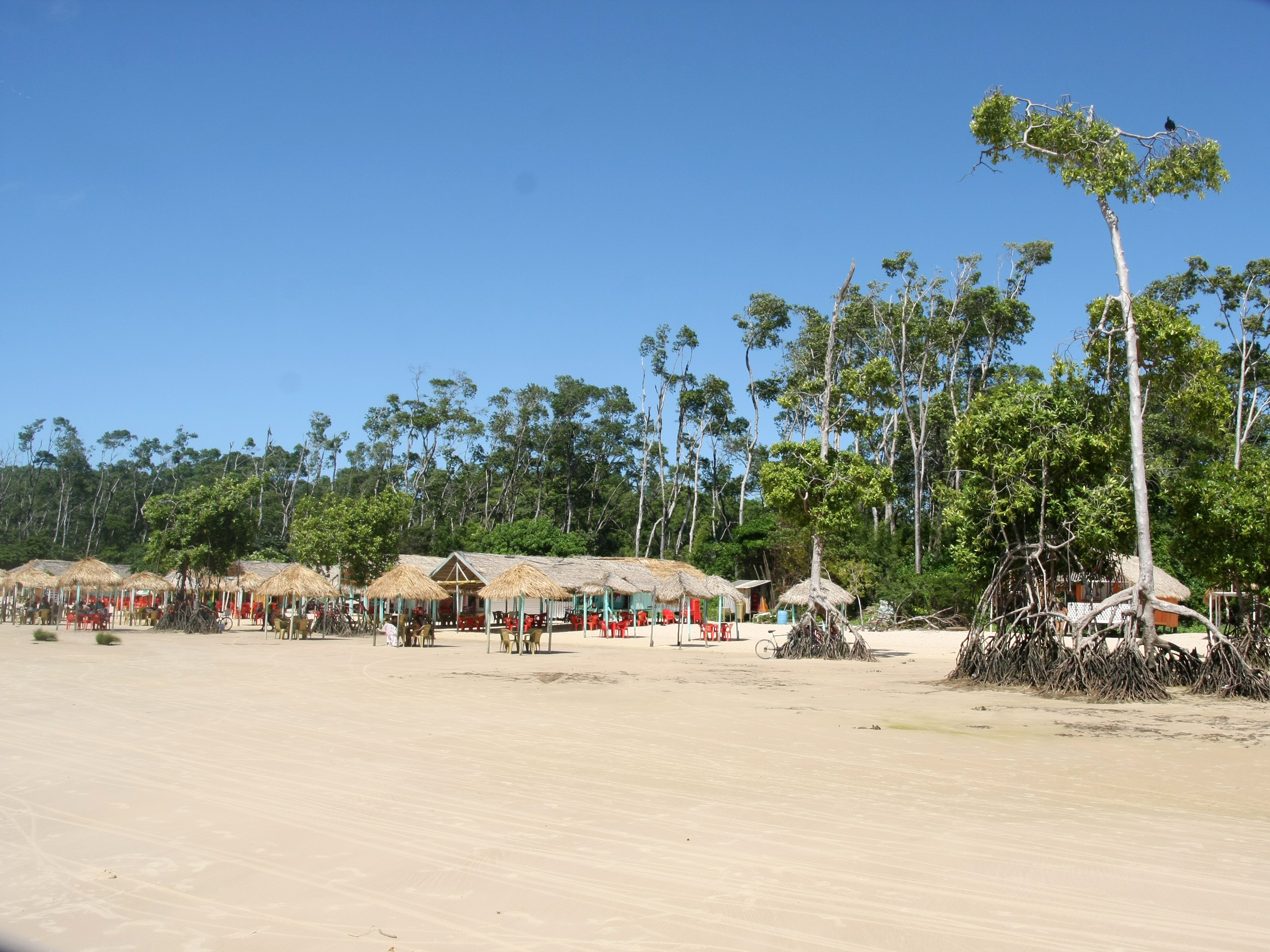
Praia da Barra Velha em Soure

1. Praia do Pesqueiro
2. Praia da Matinha
3. Praia da Vilinha
4. Praia da Barra Velha
5. Praia do Céu
6. Praia do Cajuuna
7. Praia da Maloca
8. Praia do Aruarana
9. Praia do Garrote

### Tracuateua
1. Praia de Quatipuru-Mirim
2. Praia da Otelina
3. Praia de Santa Clara

### Viseu
1. Praia de Apeú Salvador
2. Praia da Serra do Piriá
3. Praia de São José do Gurupi
4. Praia de Santo Antônio

## Praias fluviais e insulares

### Abaetetuba

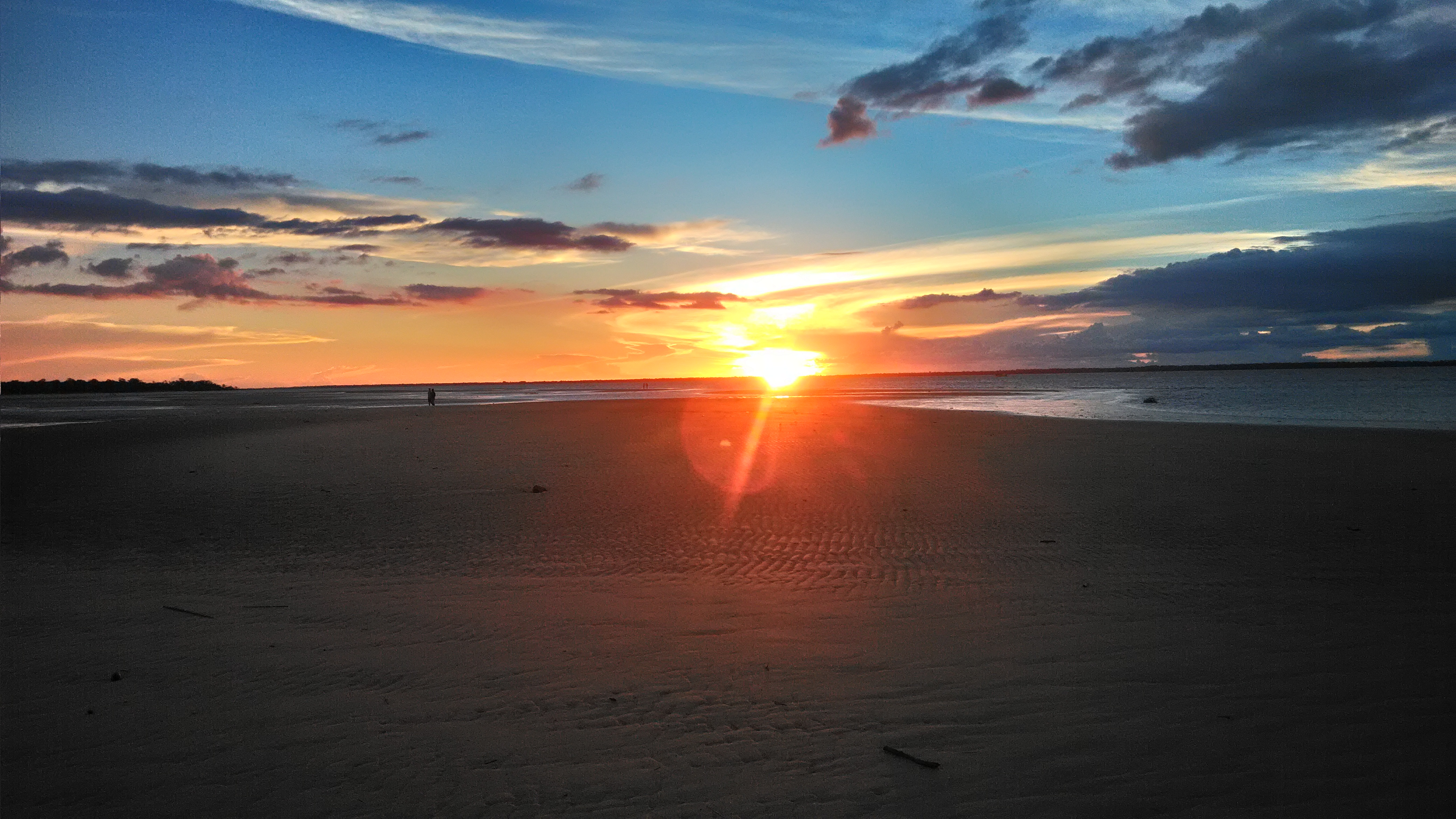
Pôr-do-sol na Praia de Beja

1. Praia de Beja
2. Praia do Guajará
3. Praia do Pirocaba

### Altamira[3]
1. Praia do Massanori
2. Praia do Arapujá
3. Praia Artificial de Altamira
4. Praia Grande
5. Praia do Pedral
6. Praia do Loiro

### Anapu
1. Praia do Salgado
2. Praia do Mutum
3. Praia do Vinho

### Barcarena
1. Praia do Caripi
2. Praia de Itupanema
3. Praia do Murucupi
4. Praia do Farol
5. Praia do Sol
6. Praia do Cuipiranga
7. Praia do Guajarino
8. Praia de Sirituba

### Baião
1. Praia do Arequembaua
2. Praia do Boi

### Belém

#### Distrito de Icoaraci

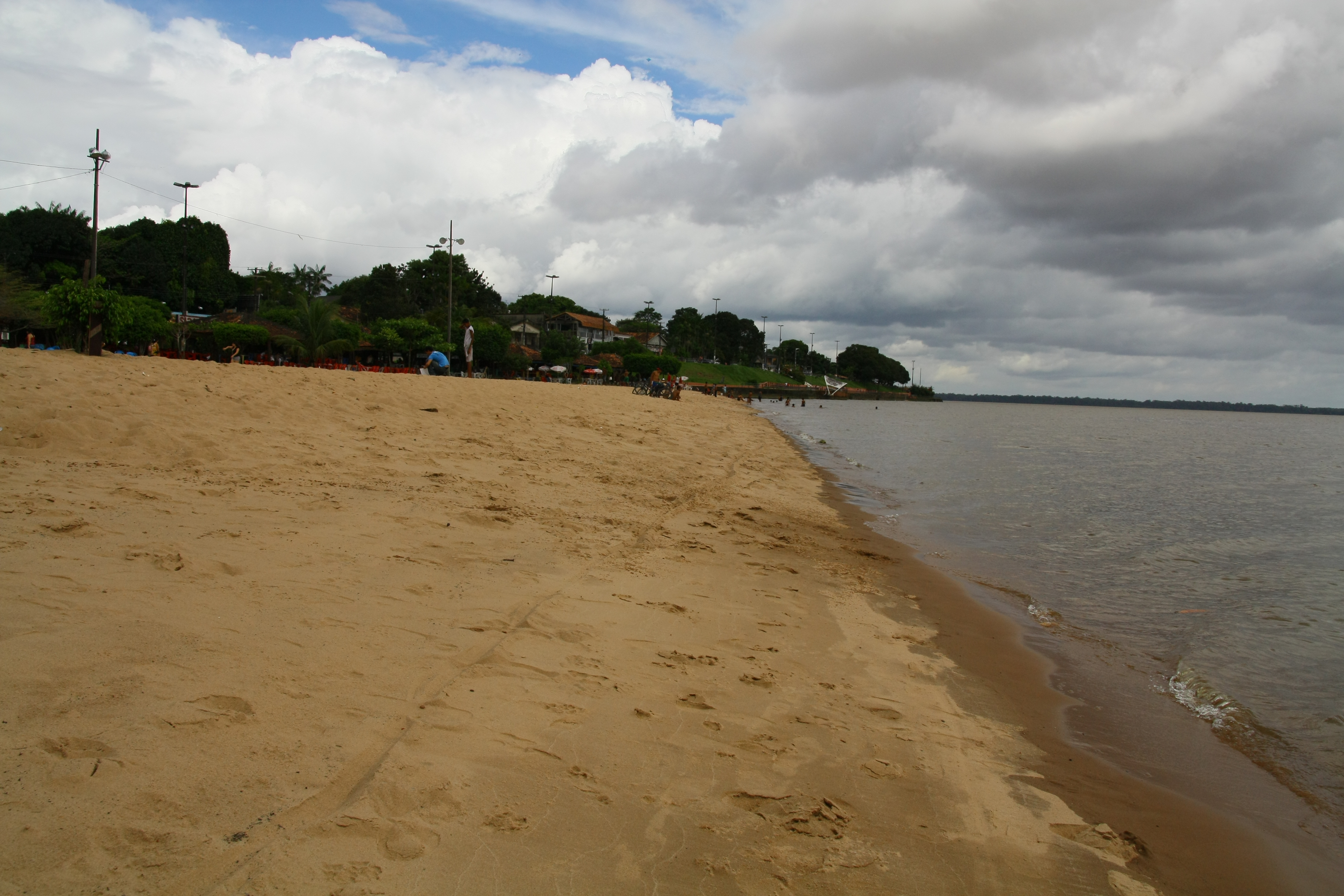
Praia do Cruzeiro em Icoaraci, Distrito de Belém

1. Praia do Cruzeiro

#### Distrito de Outeiro(Ilha de Caratateua)

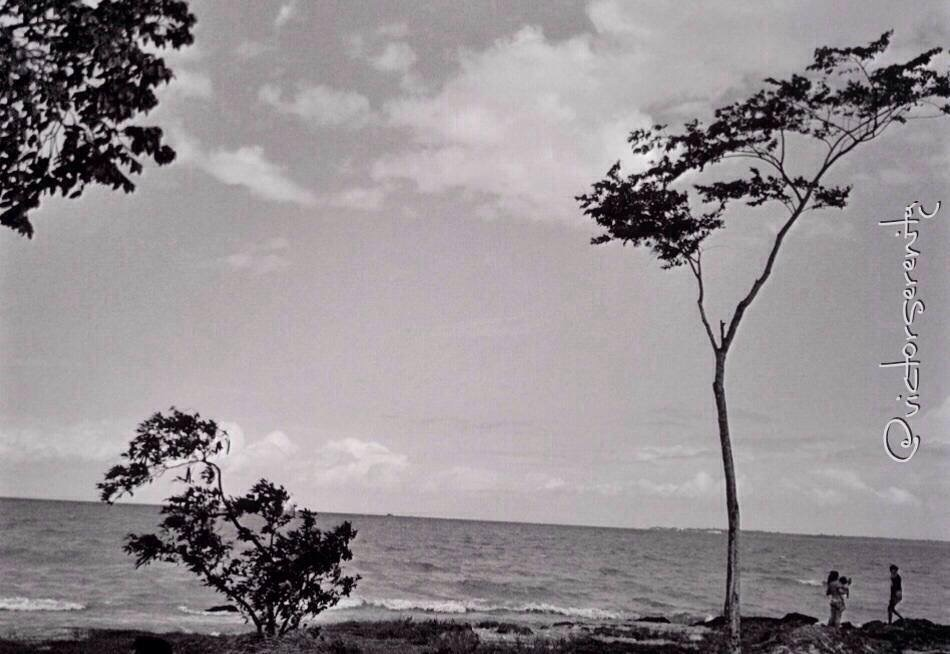
Praia do Amor na Ilha do Outeiro

1. Praia Grande
2. Praia do Amor
3. Praia da Brasília
4. Praia dos Artistas
5. Praia do Paraíso

##### Ilha de Cotijuba

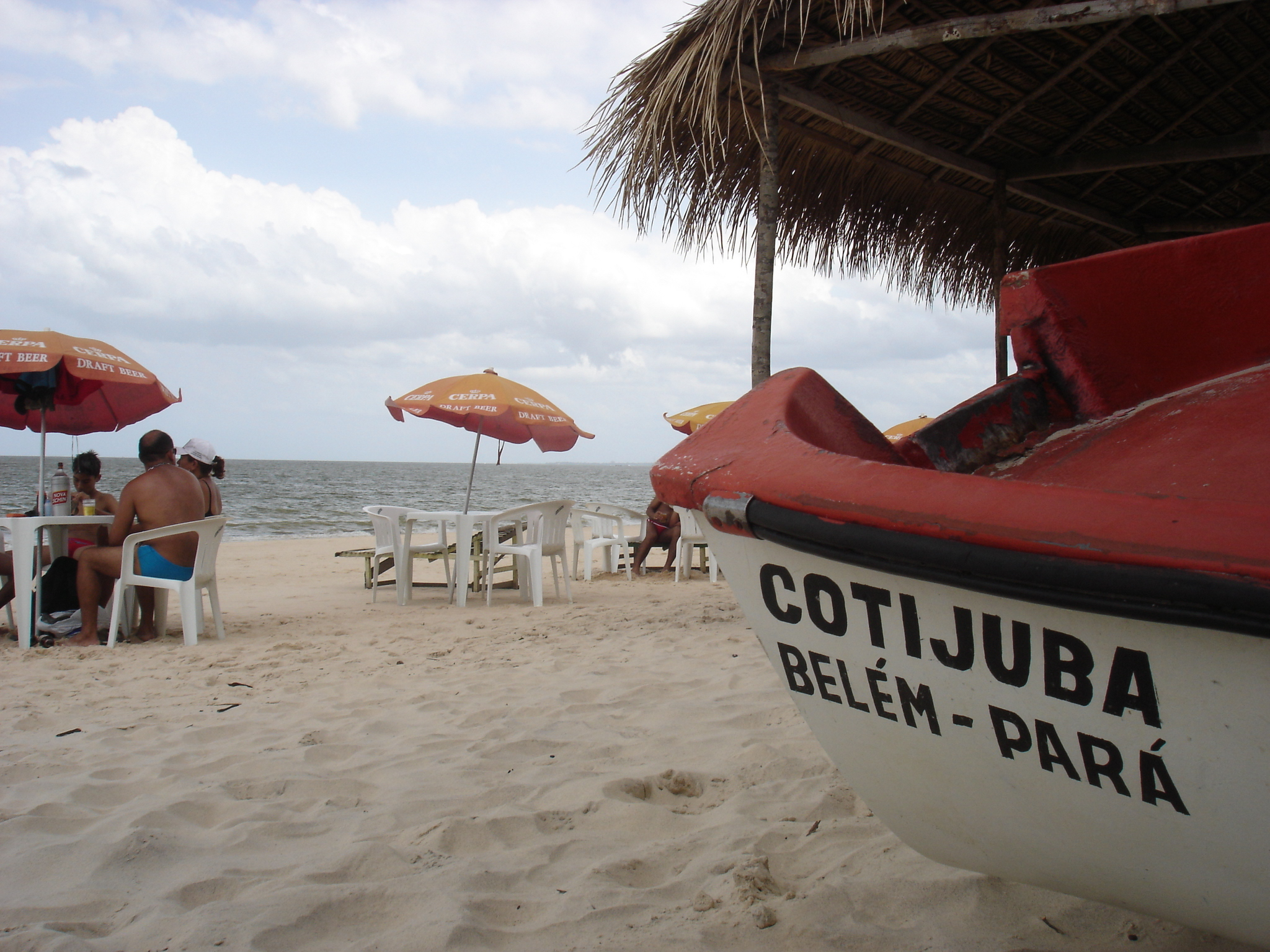
Praia do Vai-quem-quer na Ilha de Cotijuba

1. Praia do Amor
2. Praia do Farol
3. Praia da Saudade
4. Praia do Vai Quem Quer
5. Praia da Flexeira

#### Distrito de Mosqueiro

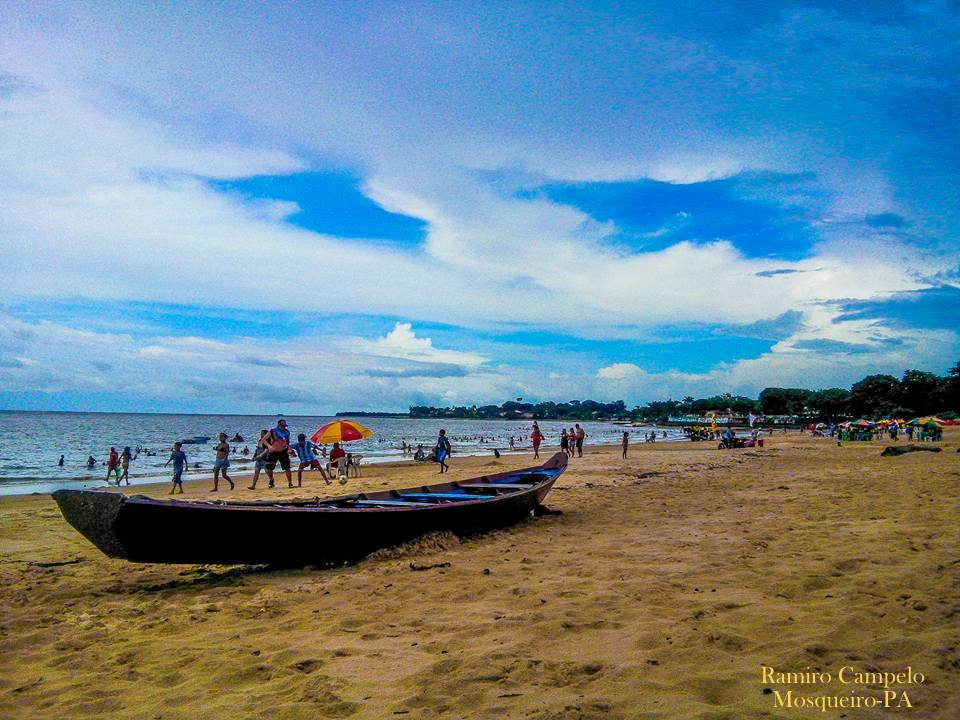
Praia do Chapéu Virado na Ilha de Mosqueiro

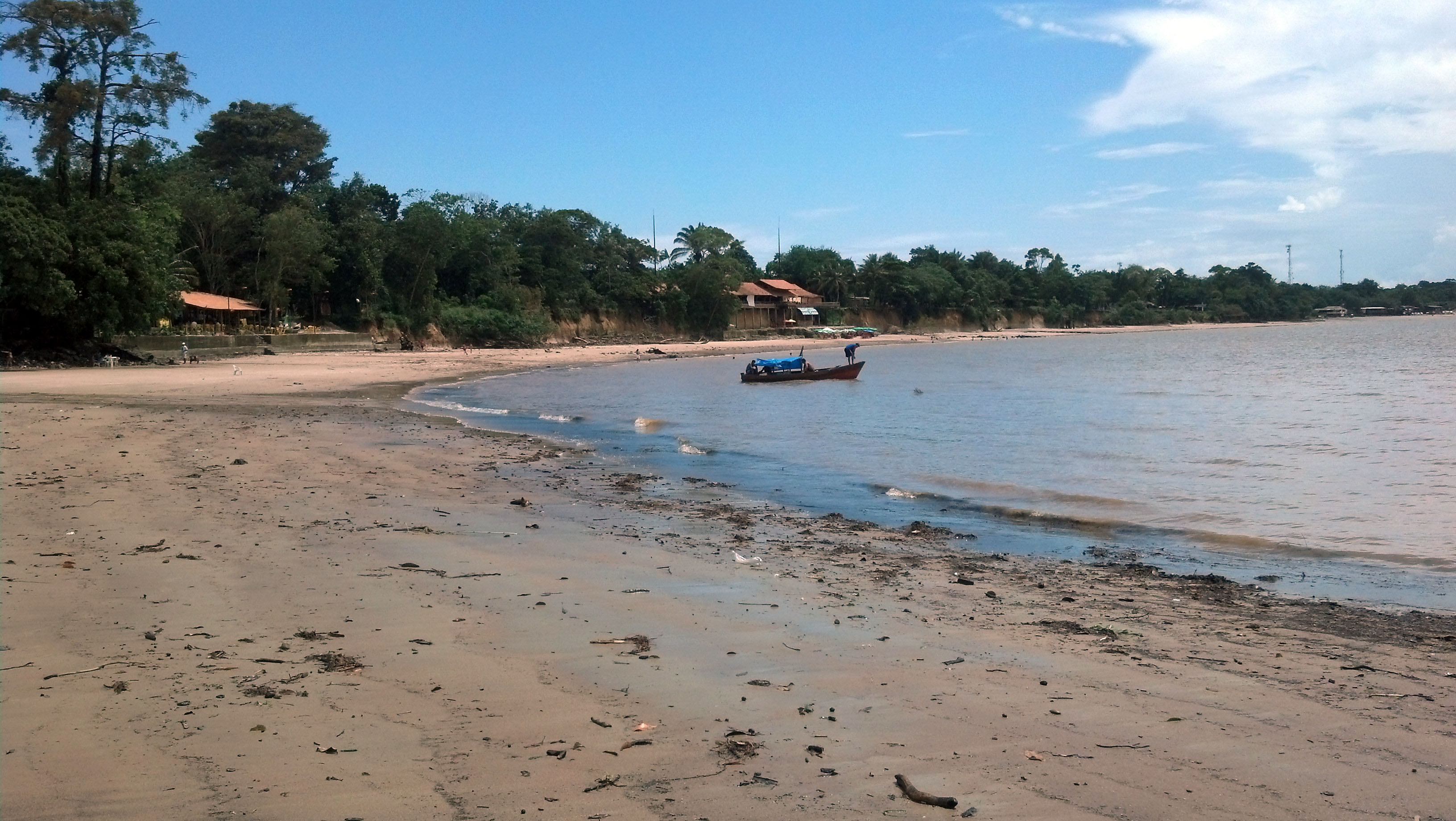
Praia do Paraiso, no norte da Ilha do Mosqueiro

1. Praia do Ariramba
2. Praia do Farol
3. Praia do Chapéu Virado
4. Praia do Murubira
5. Praia do Marahú
6. Praia do CaranandubaPraia do Paraiso, no norte da Ilha do Mosqueiro
7. Praia do Paraíso
8. Praia do Curuará
9. Praia de São Francisco
10. Praia do Bispo
11. Praia da Baía do Sol
12. Praia da Praia Grande
13. Praia do Porto Arthur
14. Praia do Areião
15. Praia do Cachimbo
16. Praia do Bacuri
17. Praia da Camboinha
18. Praia da Croa
19. Praia da Conçeição
20. Praia da Fazendinha
21. Praia do Paissandu
22. Prainha do Farol

### Belterra

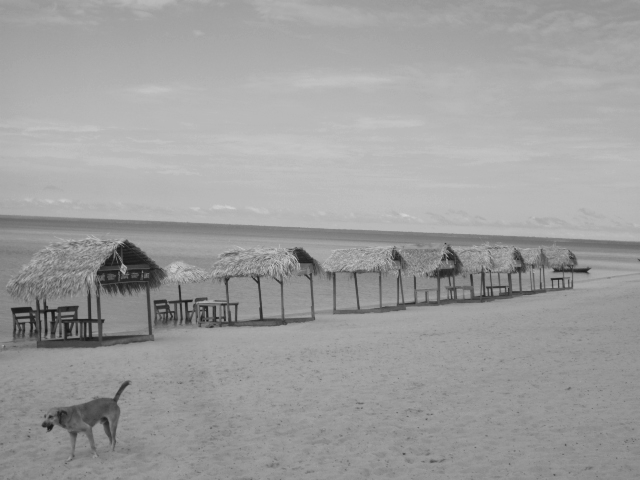
Praia do Pindobal em Belterra

1. Praia de Cajutuba
2. Praia de Aramanaí
3. Praia de Santa Cruz
4. Praia Porto Novo
5. Praia do Pindobal

### Bom Jesus do Tocantins

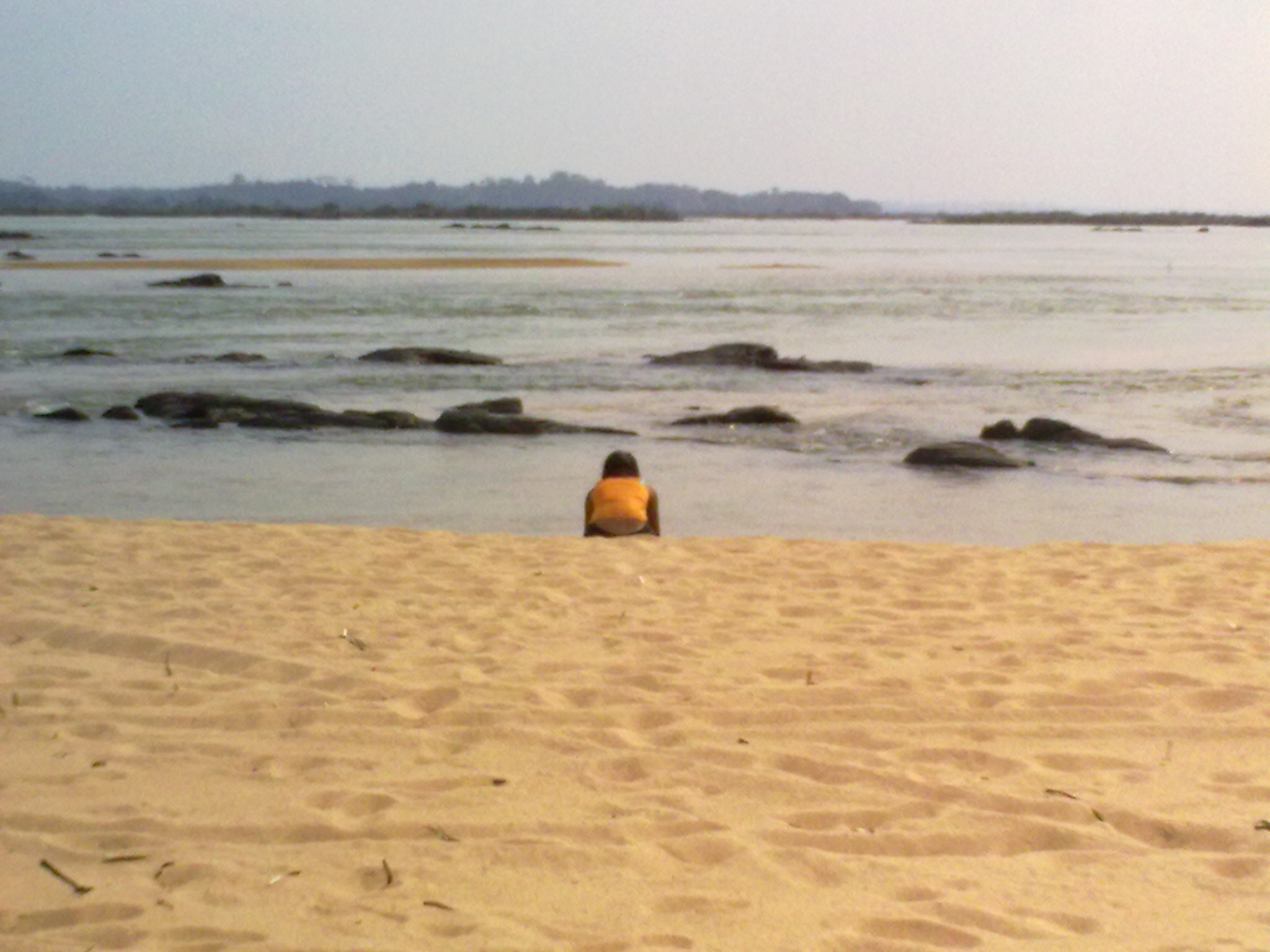
Praia dos Lençóis em Bom Jesus do Tocantins

1. Praia do Sossego
2. Praia dos Lençois
3. Praia do Bacabalzinho
4. Praia do Cari

### Breu Branco
1. Praia Artificial de Breu Branco

### Cametá[4]
1. Praia da Vila do Carmo
2. Praia do Roque
3. Praia de Cametá-Tapera
4. Praia do Luciano
5. Praia de Tajaú
6. Praia de Pacajá
7. Praia de Cujarió
8. Praia da Aleluia
9. Praia do Caripí
10. Praia do Ararí
11. Praia da Bandeira

### Colares
1. Praia do Machadinho
2. Praia do Humaitá

### Conceição do Araguaia
1. Praia Araguaiara
2. Praia do Dico
3. Praia das Gaivotas
4. Praia Verde
5. Praia Flor de Belém

### Faro

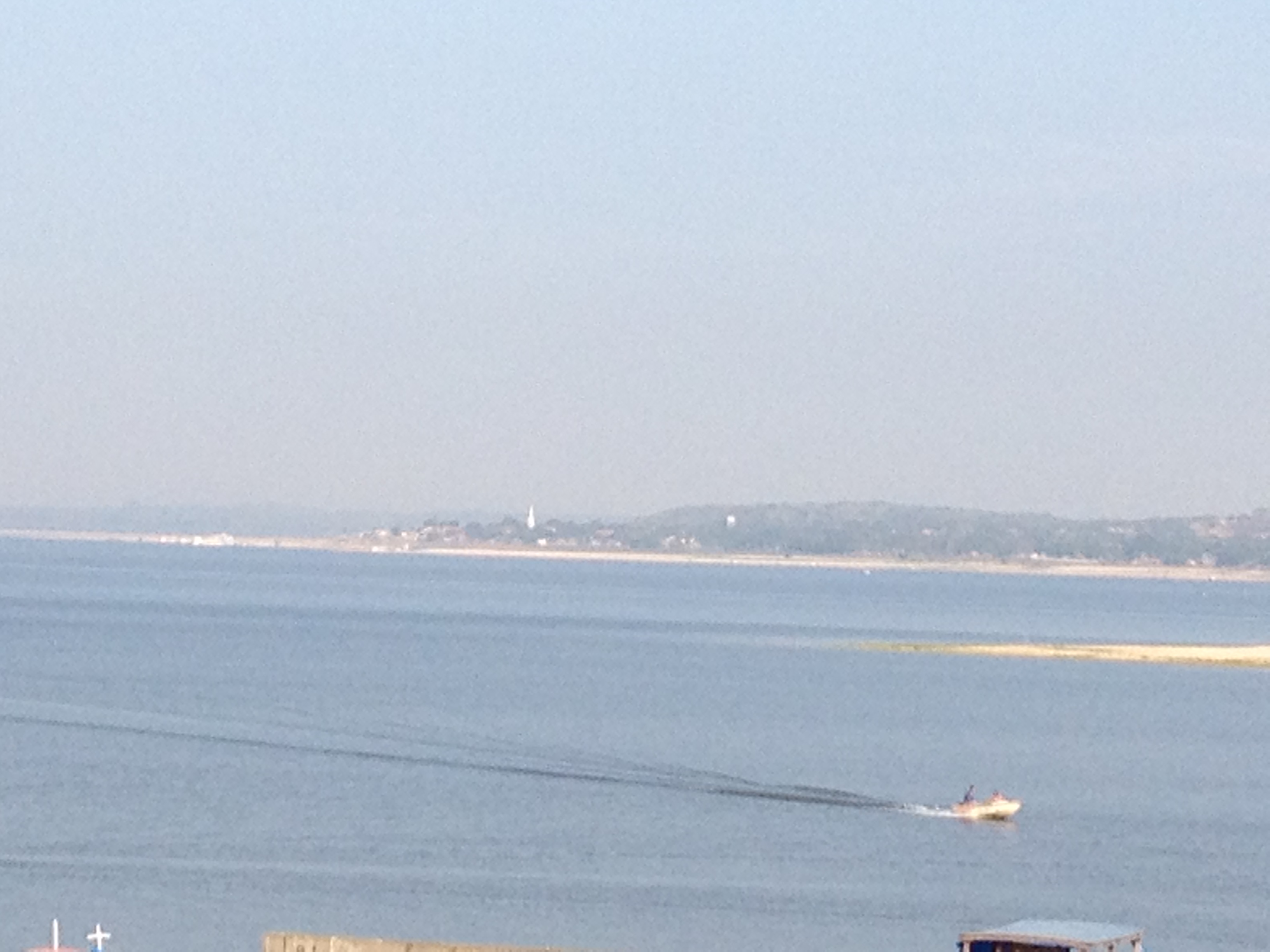
Litoral da cidade de Faro a partir da Ilha de Nhamundá (Amazonas)

1. Praia de Faro
2. Praia do Morumbi

### Gurupá
1. Praia do Coqueiro

### Itaituba
1. Praia do Sapo
2. Praia da Sereia
3. Praia do Paranatinga
4. Praia Aramanahy
5. Praia do Miguxo
6. Praia do Caçador
7. Praia do Indio
8. Praia La Push

### Itupiranga

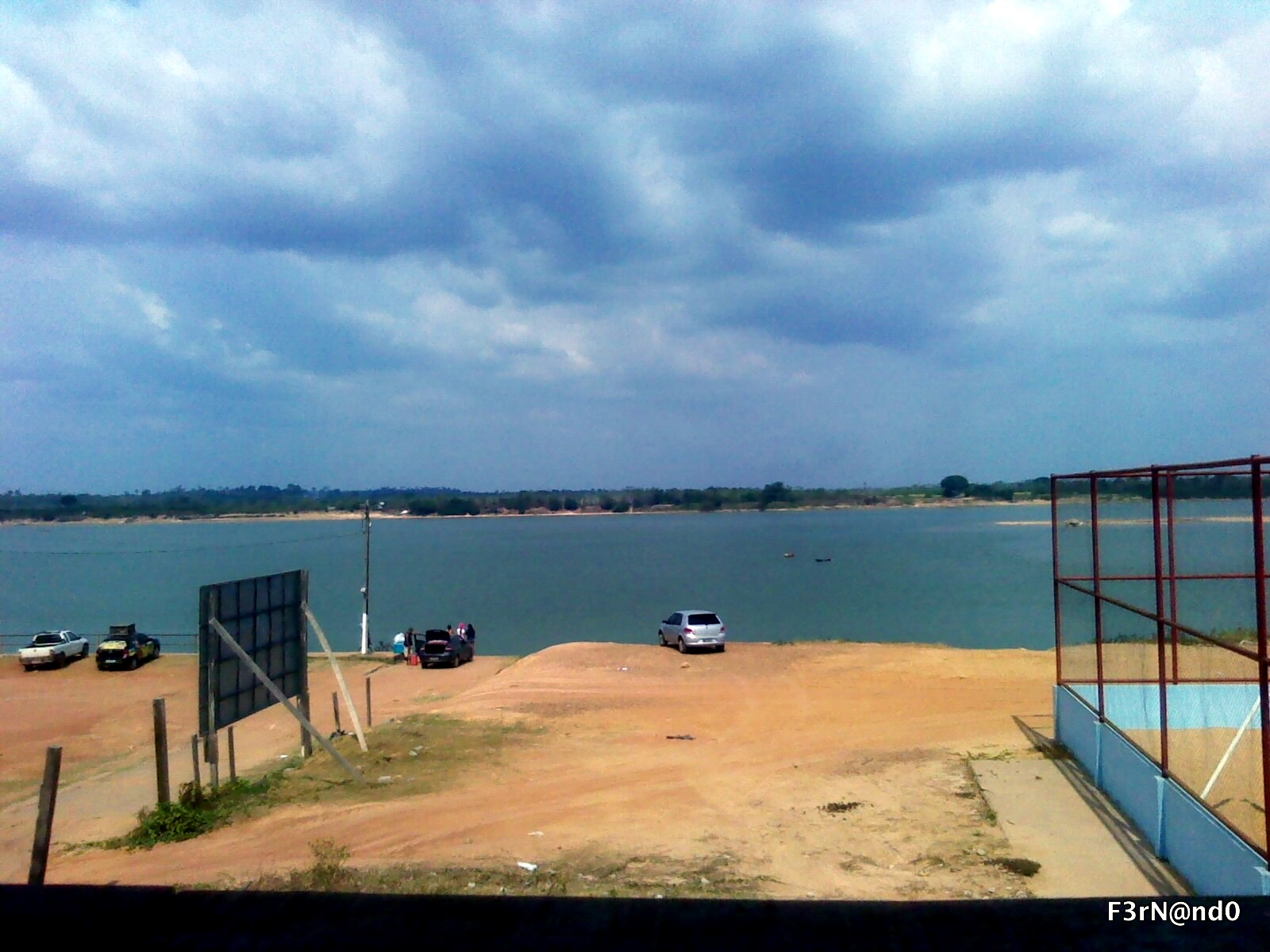
Orla de Itupiranga, logo à frente o Rio Tocantins

1. Praia Tiradentes
2. Praia do Macaco
3. Praia do Mirindiba

### Jacareacanga
1. Praia de Jacareacanga

### Juruti
1. Praia do Pompom
2. Praia do Miriti
3. Praia da Ponta Amarela

### Marabá

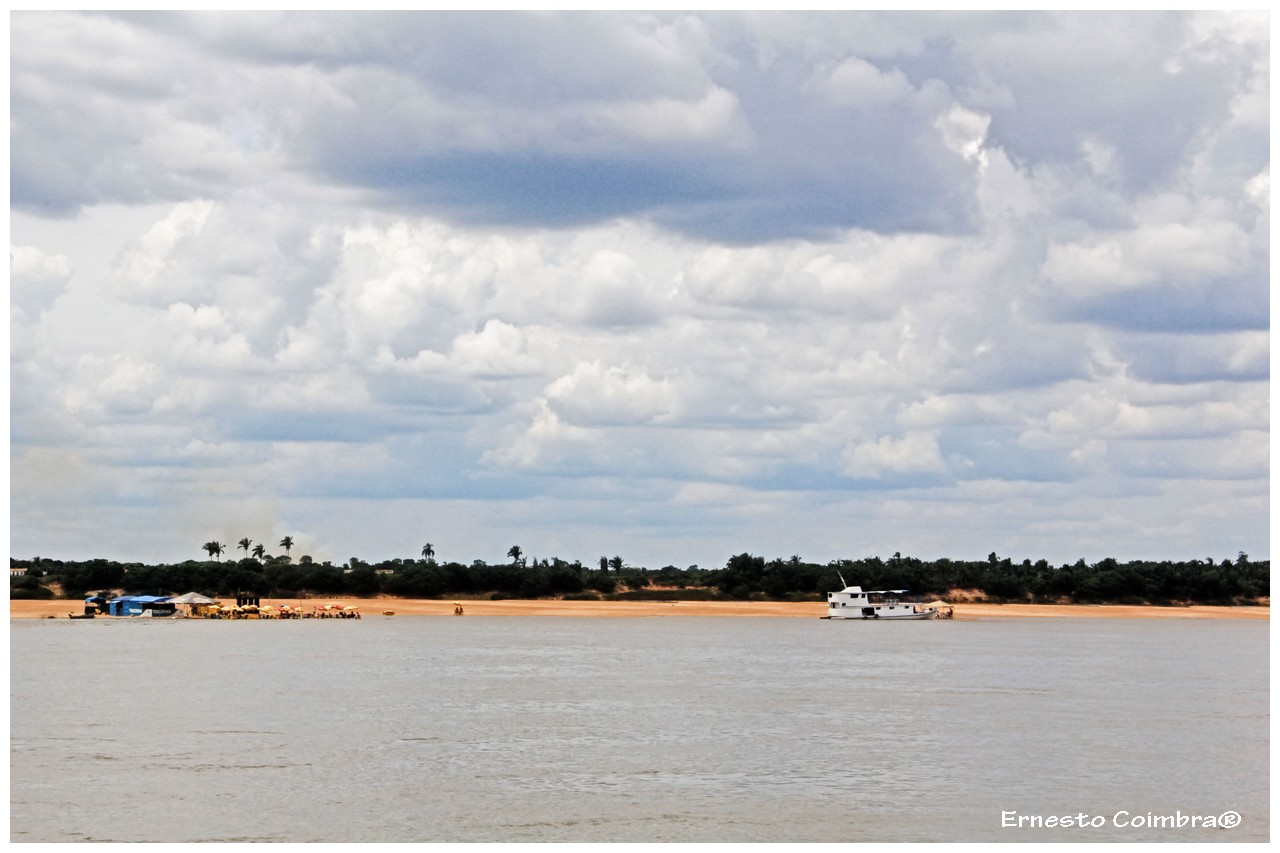
Praia do Tucunaré em Marabá

1. Praia do Geladinho
2. Praia do Meio
3. Praia Bela Vista
4. Praia do Tucunaré
5. Praia Vavazão

### Melgaço
1. Praia dos Figueiredos
2. Praia do Jambeiro

### Mocajuba
1. Praia dos Górgons
2. Praia do Carmicito
3. Praia do Alquindar
4. Praia do WJ
5. Praia do Camaleão
6. Praia da Uva

### Monte Alegre
1. Praia da Ponta do Periquito

### Oeiras do Pará
1. Praia do Pepino

### Óbidos
1. Praia do Sucuriju
2. Praia do Matadouro
3. Praia da Barreira

### Oriximiná
1. Praia Ponta do Violão
2. Praia do Caipuru de Dentro
3. Praia do Caipuru de Fora

### Palestina do Pará
1. Praia do Porto

### Piçarra
1. Praia do Cabral

### Ponta de Pedras
1. Praia de Mangabeira
2. Praia Grande
3. Praia do Pin Pin
4. Praia do Recreio

### Portel
1. Praia de Portel
2. Praia do Arucará
3. Praia do Tucano

### Porto de Moz
1. Praia do Maruá

### Salvaterra

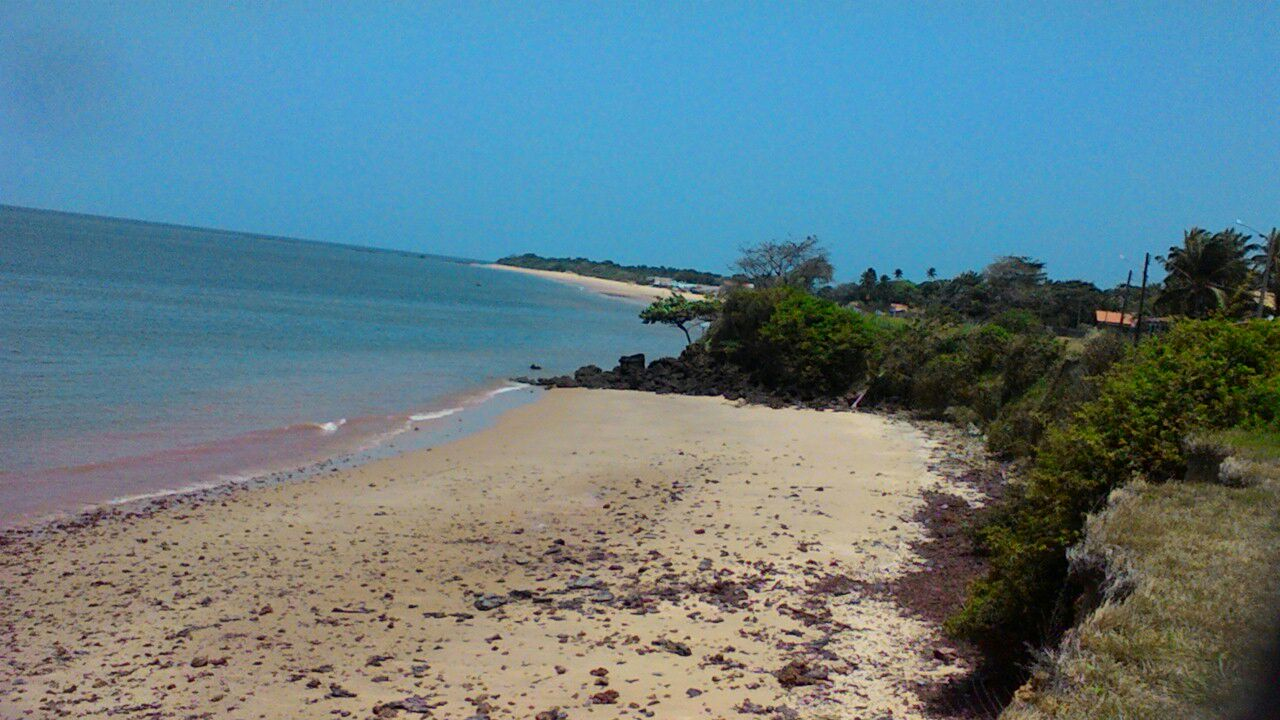
Praia Grande em Salvaterra

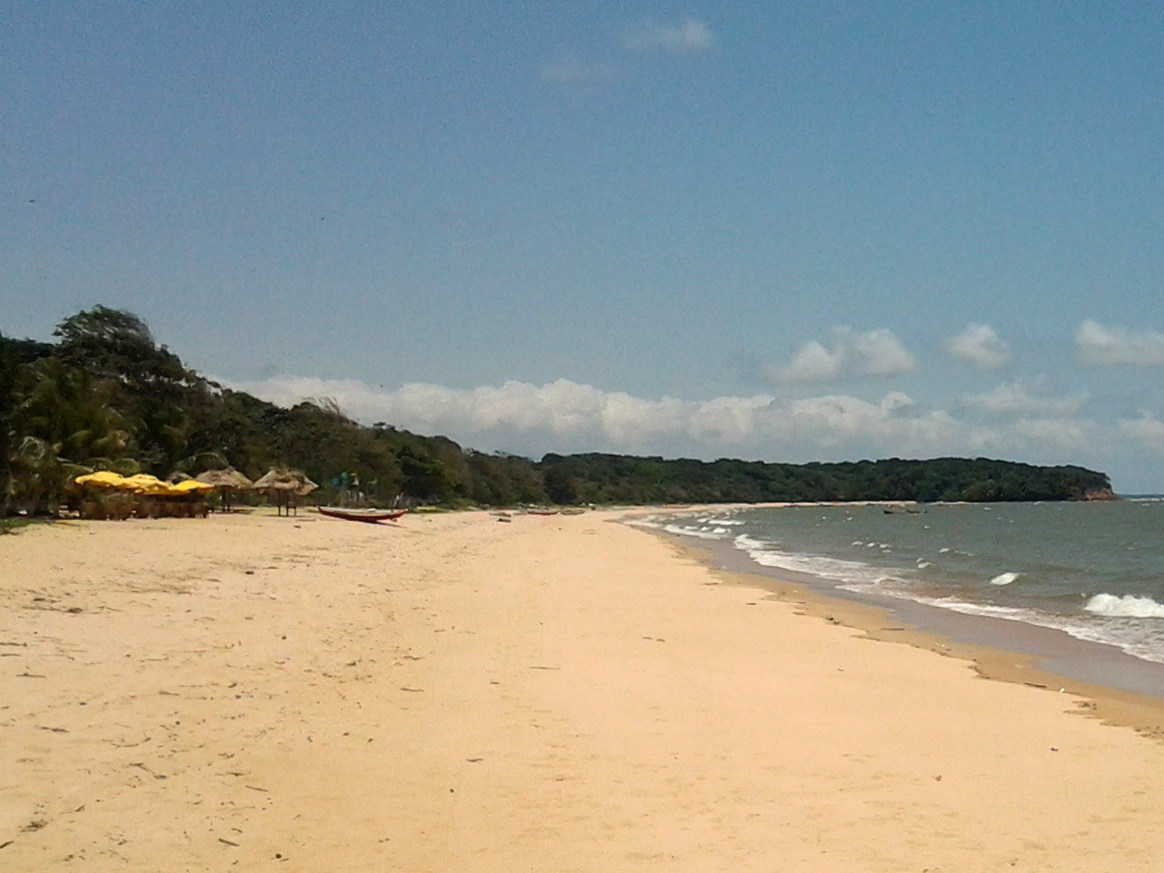
Praia do distrito de Joanes em Salvaterra

1. Praia GrandePraia do distrito de Joanes em Salvaterra
2. Praia de Joanes
3. Praia de Jubim
4. Praia de Monsarás
5. Praia da Baleia
6. Praia dos Angelim
7. Praia do Curuanã

### Santarém

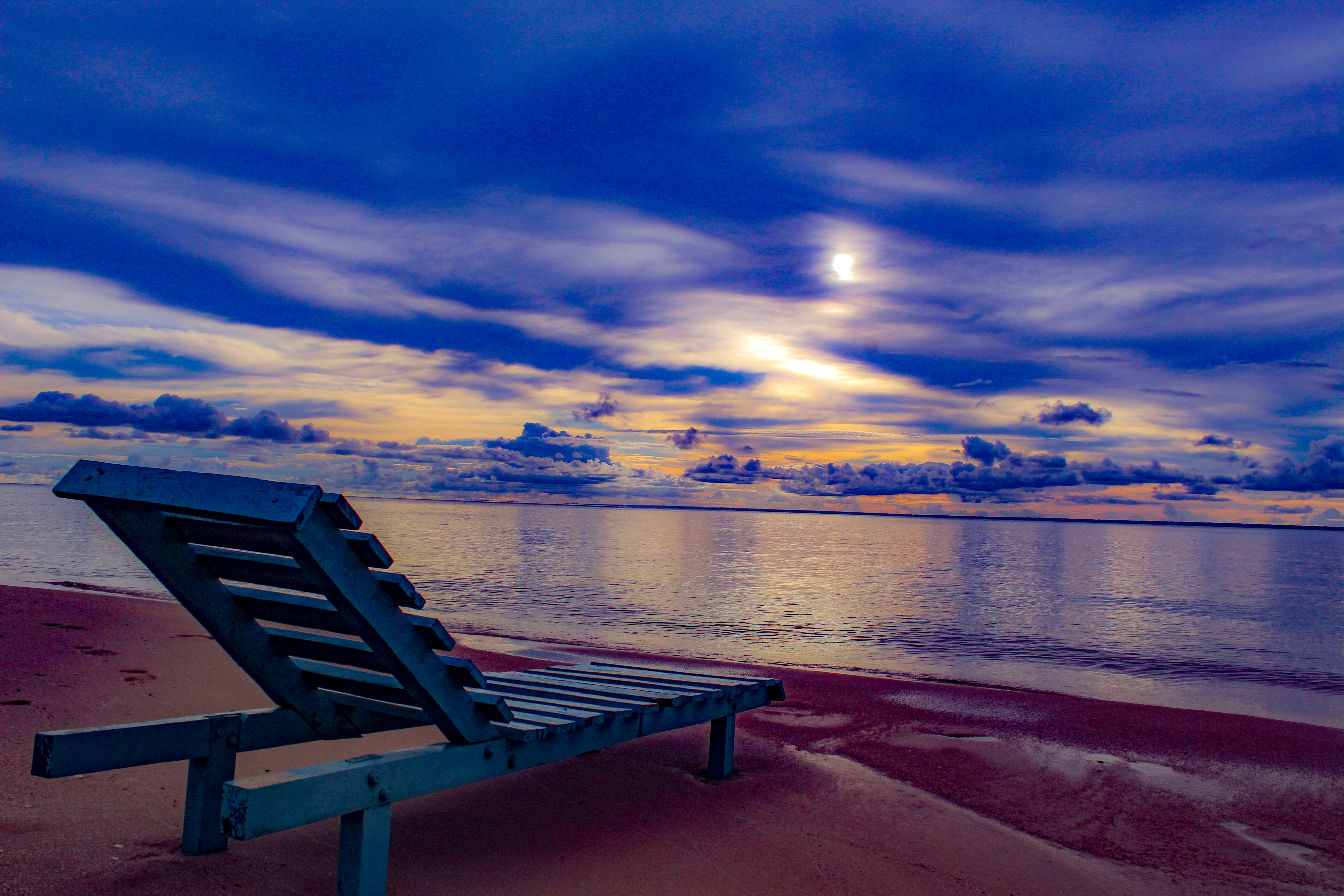
Praia do Pindobal em Santarém

### São João do Araguaia
1. Praia do Chicão
2. Praia dos Biguas

### São Geraldo do Araguaia

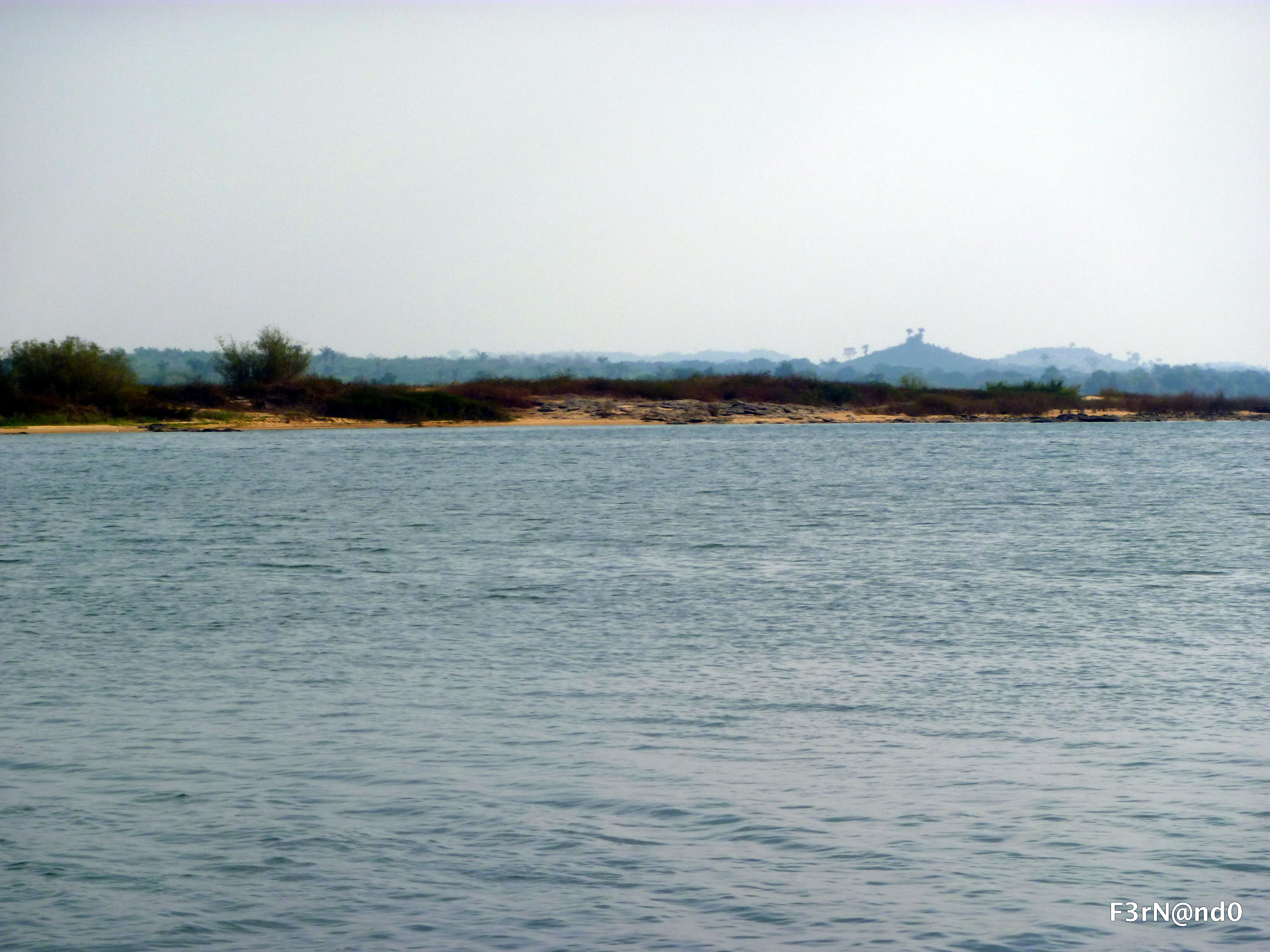
São Geraldo do Araguaia

1. Praia da Gaivota

### São Félix do Xingu

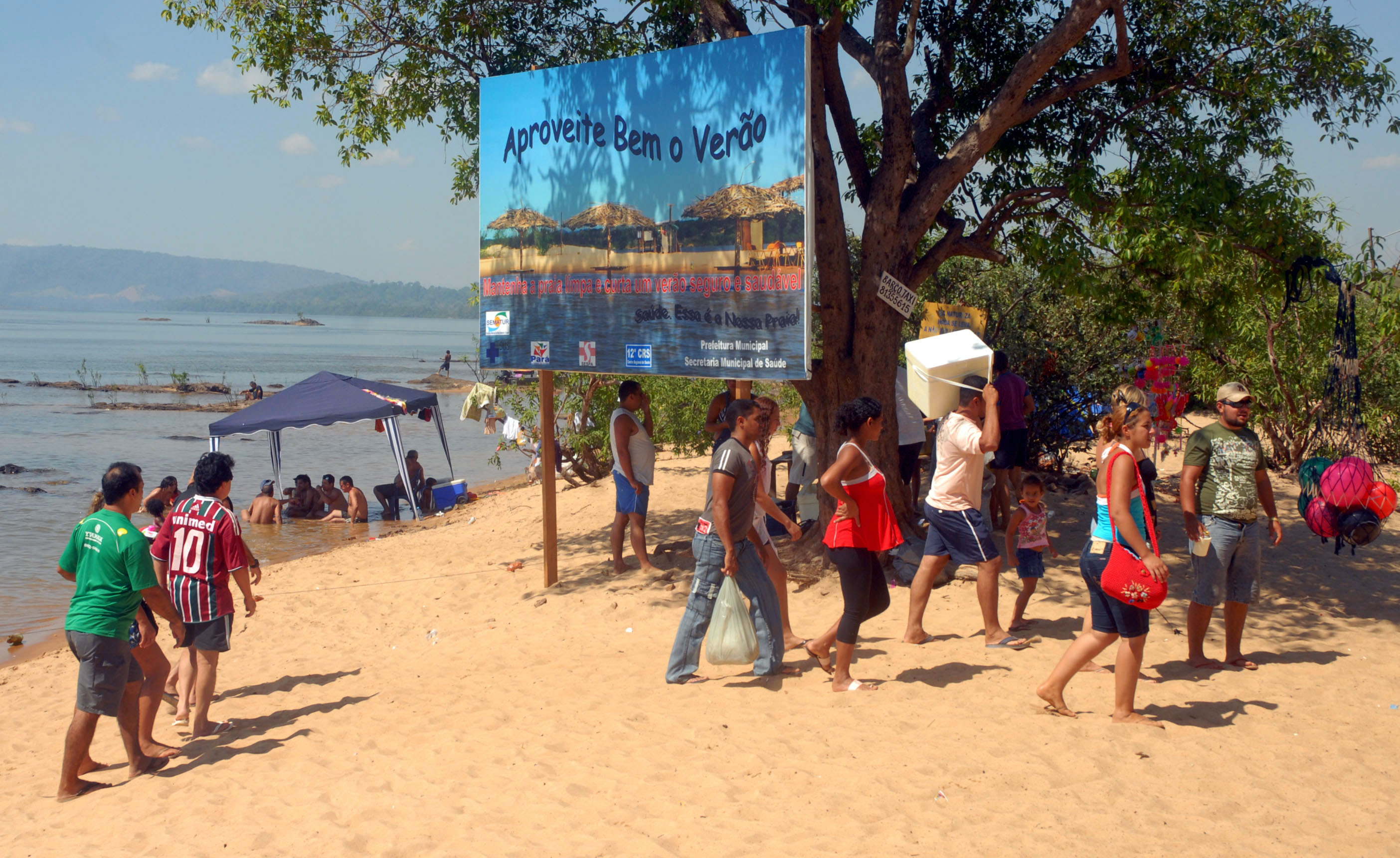
Banhistas em uma das Praias de São Félix do Xingu

1. Praia da Malhação
2. Praia da Linda
3. Praia do Porco
4. Praia dos Pintos
5. Praia dos Ribeiros
6. Praia Grande do Xingu

### Santa Maria das Barreiras
1. Praia do Piu

### São Sebastião da Boa Vista
1. Praia Deus Proverá

### Santarém[5]
1. Praia do Cajirapó
2. Praia da Ponta Grande
3. Praia de Ponta de Pedras
4. Praia de Curuatutúba
5. Praia do Canapanari
6. Praia de Pajuçara
7. Praia do Arariá
8. Praia Maria José
9. Praia da Sudam
10. Praia do Maracanã
11. Praia do Mapiri
12. Praia do Juá
13. Praia do Osso
14. Praia do Caracacaí
15. Praia de Capichaunã
16. Praia do Cuipiranga
17. Praia de Santa Quitéria

#### Distrito de Alter do Chão

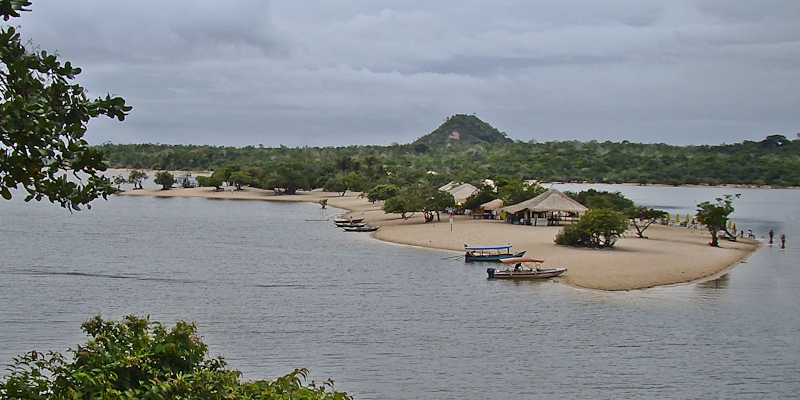
Praia de Alter do Chão

1. Ilha do Amor
2. Praia do Cajueiro
3. Praia Jacundá
4. Praia Caruari
5. Praia do C.A.T.
6. Praia do Muretá

### Senador José Porfírio
1. Praia do Leme
2. Praia da Bomba

### Terra Santa
1. Praia do Cajual
2. Praia do Sai de Baixo
3. Praia de Ponta de Pedras

### Tucurui
1. Praia das Três Torres
2. Praia da Matinha
3. Praia Queiroz Galvão
4. Praia do Meio
5. Praia dos Anjos
6. Praia do Janelas
7. Praia das Criolas
8. Praias da Pedranheira

### Vigia
1. Prainha do Itapuá

### Vitória do Xingu
1. Praia do Meio
2. Praia do Porto

### Xinguara
1. Praia do Pontão do Araguaia